# 上贝格基兴
上贝格基兴是德国巴伐利亚州的一个市镇。总面积27.53平方公里，总人口1591人，其中男性811人，女性780人（2011年12月31日），人口密度58人/平方公里。